# South Wales Argus
El South Wales Argus es una revista tabloide diaria publicada en Newport en Gales del Sur. Es distribuida en Newport, en el condado Monmouthshire y en algunos distritos cercanos.
El periódico se basa inicialmente bajo el nombre The South Wales Argus and Monmouthshire Daily Leader el 30 de mayo de 1892. El 15 de mayo de 1890, la seguna parte del título, Monmouthshire Daily Leader, fue retirada al igual que el artículo definido un tiempo después. La revista tiene una circulación de más de 30 000 copias y es propiedad de Newsquest, una subsidiaria de Gannett.  Desde la creación de la revista hasta el 7 de marzo de 2008, el periódico se imprimía las noches en Newport, pero a partir del 10 de marzo de 2008, se convirtió en un periódico publicado por la mañana y se imprime en Oxford o Worcester.